# Середнє (Лубенський район)
Сере́днє —  село в Україні, у Хорольській міській громаді Лубенського району Полтавської області. Населення становить 29 осіб. До 2020 орган місцевого самоврядування — Петракіївська сільська рада.

## Географія
Село Середнє розташоване за 1,5 км від міста Хорол, за 0,5 км від села Куторжиха. По селу протікає пересихаючий струмок з загатою. Поруч проходять автомобільна дорога Т 1716 та залізниця, станція Хорол за 2,5 км.
Поруч зі селом розташоване лісове заповідне урочище «Середнє».

## Історія
12 червня 2020 року, відповідно до розпорядження Кабінету Міністрів України № 721-р «Про визначення адміністративних центрів та затвердження територій територіальних громад Полтавської області», село увійшло до складу Хорольської міської громади..
19 липня 2020 року, в результаті адміністративно - територіальної реформи та ліквідації Хорольського району, село увійшло до складу новоутвореного Лубенського району.